# 100-я стрелковая дивизия (1-го формирования)
100-я стрелковая ордена Ленина дивизия — общевойсковое соединение (стрелковая дивизия) РККА Вооружённых сил Союза ССР, до и во время Великой Отечественной войны.
Сокращённое наименование — 100 сд.
Период боевых действий:
- 17 сентября 1939 года — 28 сентября 1939 года[1];
- 16 декабря 1939 года — 13 марта 1940 года[2];
- 22 июня 1941 года — 18 сентября 1941 года[3].

## История
1 ноября 1923 года в Украинском военном округе в районе городов Бердичев, Фастов и Шепетовка (и возможно Белой Церкви) начала формирование 45-я территориальная стрелковая дивизия (литер «Б»). В течение ноября из частей 45-й Волынской Краснознамённой стрелковой дивизии 14-го стрелкового корпуса были сформированы: 133-й, 134-й стрелковые и 45-й артиллерийский полки, отдельная рота связи, сапёрная рота и кавалерийский эскадрон. 28 марта 1924 года из состава 44-й Киевской стрелковой дивизии имени Н. А. Щорса 8-го стрелкового корпуса был выделен 131-й стрелковый полк, вошедший в состав 45-й дивизии под 135-м номером. 24 апреля 1924 года 45-я территориальная стрелковая дивизия (литер «Б») была переименована в 100-ю стрелковую дивизию (территориальную), 133-й, 134-й и 135-й стрелковые полки были переименованы в 298-й, 299-й и 300-й стрелковые полки, а 45-й артиллерийский полк — в 100-й. С 1925 года дислоцировалась в Белой Церкви. В мае 1932 года дивизия была передислоцирована из Белой Церкви в Бердичев. В этот же период из состава дивизии вышли 299-й стрелковый и 100-й артиллерийские полки, а в замен их в состав дивизии вошли 5-й Туркестанский Краснознамённый стрелковый и 2-й Туркестанский артиллерийский полки 2-й Туркестанской стрелковой дивизии, получившие нумерацию выбывших полков. 19 января 1936 года дивизия переводится с территориального на кадровый принцип организации и комплектования. В ноябре 1937 года дивизия из Киевского военного округа была передана в состав Белорусского военного округа и передислоцирована в Уручье в районе Минска.
Дивизия, в составе 16-го стрелкового корпуса 11-й армии Белорусского фронта принимала участие в присоединении Западной Украины и Западной Белоруссии. С 11 октября 1939 года дивизия дислоцируется в Лиде.
4 декабря 1939 года дивизия была переведена в Ленинградский военный округ, после чего части дивизии по железной дороге отправлены в Ленинград, а затем на Карельский перешеек, куда поезда прибывали с 28 декабря 1939 года по 13 января 1940 года. С 16 декабря 1939 года по 13 марта 1940 года дивизия была в составе действующей армии, участвуя в Зимней войне. 26 декабря 1939 года отдельные части дивизии вели бои в районе Хотинена. В составе 50-го стрелкового корпуса дивизия 11 февраля 1940 года атаковала участок Суммайоки — Суммаярви, а 15 февраля 1940 года атаковала западное побережье Суммаярви. 25 февраля 1940 года дивизия наступала в районе Уконмяки — Йоханнес. 28 февраля 1940 года дивизия была передана в состав 34-го стрелкового корпуса, вела бои 28-29 февраля 1940 года, затем 7-11 марта 1940 года наступала в направлении Койвиккохови, Таммисуо, Сементтивалимо, усадьба Хяюрю. Прошла через Мусталахти к Мяенпяя.
21 марта 1940 года за прорыв Линии Маннергейма Указом Президиума Верховного Совета Союза ССР дивизия награждена орденом Ленина. В течение 21 — 28 апреля 1940 года погружена в поезда и отправлена в Северо-Кавказский военный округ в Грозный. С 26 мая 1940 года из Грозного перемещается в Одесский военный округ, и из Фрунзовки выступила в составе Южного фронта во Фрунзовку для участия в освободительном походе Красной Армии в присоединении Бессарабии и Северной Буковины
Перед Великой Отечественной войной дивизия дислоцировалась в районе Уручье, под Минском. Поздним вечером 25 июня 1941 года вошла в состав 2-го стрелкового корпуса и в этот же день выступила в район севернее Минска для ликвидации прорыва 3-й танковой группы к шоссе Минск — Борисов.
К этому моменту в дивизии, главным образом в тыловых частях, имелся некомплект в личном составе до 3000 человек, в автотранспорте до 40 %. Вопросами комплектования командование дивизии, при нарушенном управлении, занималось самостоятельно. В дивизии полностью отсутствовала артиллерия, вплоть до батальонной, поскольку была передана в 44-й стрелковый корпус и передислоцирована в район 20-25 километров западнее Минска (вернулась в дивизию 27 июня 1941 года). Сапёрный батальон ещё до войны был отряжён на строительство укреплений на границе. Дивизии была поставлена задача занять оборону на рубеже Ворново, Вандолино, Боровцы, Паперня, Ошмянцы, однако на марше дивизия попала под авианалёт, и заняла оборону в 2-3 километрах от намеченного рубежа, на участке Водица, Усборье, Вандолино, Чертяж, Дубовщина, Дубовляны, Караси. Дивизии также был придан 603-й стрелковый полк 161-й стрелковой дивизии, занявший оборону по рубежу Батуринка, Смолярня, Митьковщина, Водица. 331-й стрелковый полк оставался в резерве и готовил рубеж Карниз-Болото, совхоз Первого Мая, Дроздова, Цна, Иодково. Ввиду отсутствия артиллерии, дивизия была снабжена бутылками с зажигательной смесью.
26 июня 1941 года дивизия успешно отражает танковые атаки противника. 27 июня 1941 года в дивизию вернулась артиллерия и развернулся приданный 151-й корпусной артиллерийский полк и в этот день переходит в наступление, в левый фланг немецкой танковой группировки. Несмотря на некоторые частные успехи, дивизия оказалась под угрозой окружения, и по приказу командира корпуса начала отход южнее шоссе Минск — Москва, на рубеж реки Волма. В течение 28 июня 1941 года дивизия с боями организованно отходит и 29 июня 1941 года занимает рубеж. При этом были окружены два батальона 331-го стрелкового полка, которые, численностью около 900 человек, вышли из окружения только 18 июля 1941 года, далеко за Днепром, в расположении 102-й стрелковой дивизии. За время первых боёв дивизия отчиталась об уничтожении трёх пехотных батальонов, до четырёх рот мотоциклетных частей, более роты парашютного десанта, уничтоженных 21 танке и подбитых 80, подбитых 51 мотоцикле, уничтоженных 2 бронемашинах, 19 противотанковых орудиях, батарее 75-мм пушек, захваченных 8 мотоциклах, штабной машине, взятых в плен 11 солдат.
29 июня 1941 года дивизия отражает все попытки противника переправиться через реку. 30 июня 1941 года противнику удалось форсировать реку и вклиниться в части дивизии, и она, вновь по приказу, отступает на рубеж совхоз Новые Зеленки, Дыя, Червень, где заняла оборону 1 июля 1941 года. До 3 июля 1941 года противник в полосе дивизии активности не проявлял, но 3 июля 1941 года дивизией был получен приказ об отходе за Березину. Между тем, уже 2 июля 1941 года дивизию обошли с левого фланга, и отрезали пути отхода, взяв переправы и местечко Березино. 3 июля 1941 года по шоссе Минск — Могилёв противник перешёл в наступление, прорвал оборону дивизии и начал продвижение к Березино, на соединение со своими передовыми частями. Дивизия, после попытки боя за переправу у Березино, была вынуждена совершить 40-километровый марш на север, к деревне Чернявка, где переправа удерживалась 161-й стрелковой дивизией, и там, снова с боем, утром 5 июля 1941 года сумела переправиться на восточный берег. Однако дивизия была вынуждена вернуться к Березино, уже по восточному берегу Березины, и севернее местечка 6 июля 1941 года вновь приняла тяжёлый бой. В ночь на 7 июля 1941 года дивизия, получив приказ на отход, вернулась обратно к Чернявке и начала отход к Днепру, с промежуточным рубежом на реке Ослик. Дивизия отступала с тяжёлыми боями, и к 9 июля 1941 года оказалась расчленённой: 331-й стрелковый полк и артиллерийские полки сумели переправиться в Шклове на восточный берег Днепра, но с юга в город ворвались части противника, и 85-й стрелковый полк остался в окружении на реке Ослик, 355-й стрелковый полк был окружён западнее Шклова. Оставшиеся на западном берегу Днепра части дивизии переправлялись порознь, так 85-й стрелковый полк с большими потерями сумел выйти к 13 июля 1941 года в район Монастырщины. Остатки дивизии были в середине июля 1941 года выведены в резерв и дивизия доукомплектовывалась в районе села Волочек Дорогобужского района Смоленской области. Всего через Днепр 10 и 11 июля 1941 года перешло до 5 000 человек, весь моторизованный транспорт и до 70 % конного обоза.
23 июля 1941 года 355-й стрелковый полк был выделен в помощь 103-й стрелковой дивизии и занял позиции на шоссе Ельня — Дорогобуж близ деревни Ушаково, где в течение нескольких дней ведёт тяжёлые встречные бои за деревню. Основные силы недоукомплектованной дивизии развернулись 9 августа 1941 года в десяти километрах севернее Ельни, на рубеже Митино — Боково. На этом рубеже была пополнена и 30 августа 1941 года перешла в наступление Радутино, Макарино, Быково, Ушаково. С тяжёлыми боями дивизия продвигалась в обход Ельни с запада, 5 сентября 1941 года вышла к железной дороге Ельня — Смоленск, на тыловые пути группировки противника в Ельне. Утром 6 сентября 85-й стрелковый полк взял Гурьево. После окончания операции, дивизия была выведена в резерв.
По представлению главкома Западным направлением Маршала Советского Союза С. К. Тимошенко Указом Президиума Верховного Совета СССР от 31 августа 1941 года за образцовое выполнение боевых заданий командования на фронте борьбы с германским фашизмом и проявленные при этом доблесть и мужество 355-й стрелковый полк был награждён орденом Ленина, а 46-й гаубичный артиллерийский полк — орденом Красного Знамени.
13 сентября 1941 года дивизия прибыла в Воронеж для пополнения и отдыха. За боевые подвиги и героизм личного состава, приказом Народного комиссара обороны СССР № 308 от 18 сентября 1941 года, соединение удостоено почётного звания «Гвардейская», получила новый войсковой номер 1, и была преобразована в 1-ю гвардейскую стрелковую дивизию, став таким образом первым гвардейским соединением Вооружённых Сил СССР в годы Великой Отечественной войны.

## Состав
На 1931 год:
- управление в (Белая Церковь)
- 298-й стрелковый полк (Фастов)
- 299-й стрелковый полк (Белая Церковь)
- 300-й стрелковый полк (Бердичев)
- 100-й артиллерийский полк (Белая Церковь)
- 100-й конный эскадрон (Белая Церковь)
- 100-я рота связи (Белая Церковь)
- 100-я сапёрная рота (Белая Церковь)

На 1935 год
- управление (Бердичев)
- 298-й стрелковый полк (Фастов)
- 299-й стрелковый Краснознамённый полк (Шепетовка)
- 300-й стрелковый полк (Бердичев)
- 100-й артиллерийский полк (Бердичев)

Во время Великой Отечественной войны:
- управление
- 85-й стрелковый полк
- 331-й стрелковый полк
- 355-й стрелковый полк
- 34-й артиллерийский полк
- 46-й гаубичный артиллерийский полк
- 81-й отдельный дивизион противотанковой обороны
- 397-й миномётный батальон
- 183-й отдельный зенитный артиллерийский дивизион
- 69-й отдельный разведывательный батальон
- 90-й отдельный сапёрный батальон
- 29-й отдельный батальон связи
- 23-й отдельный медико-санитарный батальон
- 2-й отдельный автотранспортный батальон
- 62-я отдельная рота химической защиты
- 119-я дивизионная артиллерийская мастерская
- 88-й полевой автохлебозавод[4]
- 218-я полевая почтовая станция
- 63-я полевая касса Госбанка[3]

## В составе
Соединение входило в состав следующих формирований:
| Дата                             | Фронт (округ)                    | Армия      | Корпус                 | Примечания |
| -------------------------------- | -------------------------------- | ---------- | ---------------------- | ---------- |
| 24 апреля 1924 — 17 мая 1935     | Украинский военный округ         | -          | 8-й стрелковый корпус  | -          |
| 17 мая 1935 — ноябрь 1937        | Киевский военный округ           | -          | 8-й стрелковый корпус  | -          |
| ноябрь 1937 — 26.07.1938         | Белорусский военный округ        | -          | -                      | -          |
| 26 июля 1938 — сентябрь 1939     | Белорусский Особый военный округ | -          | -                      | -          |
| 17 — 27.9.1939                   | Белорусский фронт                | 11-я армия | 16-й стрелковый корпус | -          |
| ноябрь 1939 — начало января 1940 | Ленинградский военный округ      | 7-я армия  | -                      | -          |
| 7 января — март 1940             | Северо-Западный фронт            | -          | -                      | -          |
| весна 1940                       | Северо-Кавказский военный округ  | -          | -                      | -          |
| весна — лето 1940                | Одесский военный округ           | -          | -                      | -          |
| лето 1940                        | Южный фронт                      | -          | -                      | -          |
| 1940 — 22.06.1941                | Западный Особый военный округ    | -          | -                      | -          |
| 22.06.1941 года                  | Западный фронт                   | -          | 2-й стрелковый корпус  | -          |
| 01.07.1941 года                  | Западный фронт                   | 13-я армия | 2-й стрелковый корпус  | -          |
| 10.07.1941 года                  | Западный фронт                   | 20-я армия | 2-й стрелковый корпус  | -          |
| 01.08.1941 года                  | Резервный фронт                  | 24-я армия | 23-й стрелковый корпус | -          |
| 01.09.1941 года                  | Резервный фронт                  | 24-я армия | -                      | -          |

## Командование дивизии

### Командиры
- Якир, Иона Эммануилович (1919 — 1921), краском;
- Добренко, Константин Семёнович (1923 — 1930), краском;
- Юшкевич, Василий Александрович (1930 — 1936), краском;
- Коробков, Александр Андреевич (15.11.1936 — 02.1939), краском;
- Ермаков, Аркадий Николаевич (10.02.1939 — 29.07.1940), комбриг;
- Руссиянов, Иван Никитич (08.1940 — 18.09.1941) генерал-майор[13]

### Военные комиссары
- Филяшкин, Кирилл Иванович (11.02.1941 — 18.09.1941), старший батальонный комиссар[14]

## Награды дивизии
| Награда      | Дата награждения                                                          | За что получена |
| ------------ | ------------------------------------------------------------------------- | --- |
| Орден Ленина | награждена указом Президиума Верховного Совета СССР от 21 марта 1940 года | за образцовое выполнение боевых заданий командования на фронте борьбы с финской белогвардейщиной и проявленные при этом доблесть и мужество |

Награды частей дивизии:
- 85-й стрелковый Краснознамённый[15] полк
- 355-й стрелковый ордена Ленина[16] полк
- 46-й гаубичный артиллерийский Краснознамённый[16] полк

## Отличившиеся воины дивизии
| Награда | Ф. И. О.                     | Должность                                                          | Звание              | Дата награждения | Примечания |
| ------- | ---------------------------- | ------------------------------------------------------------------ | ------------------- | ---------------- | --- |
|         | Беляев Яков Дмитриевич       | командир бронемашины 69-го отдельного разведывательного батальона  | сержант             | 31.08.1941       | посмертно, погиб 06.07.1941 |
|         | Ватагин Алексей Михайлович   | командир роты 355-го стрелкового полка                             | старший лейтенант   | 21.03.1940       | |
|         | Веселов Александр Михайлович | стрелок 331-го стрелкового полка                                   | красноармеец        | 21.03.1940       | |
|         | Кириллов Михаил Петрович     | командир отделения 355-го стрелкового полка                        | отделённый командир | 21.03.1940       | |
|         | Коровин Иван Евдокимович     | командир 90-го отдельного сапёрного батальона                      | капитан             | 21.03.1940       | указом ПВС СССР от 26 ноября 1949 года за измену Родине во время нахождения в плену был лишён звания Героя Советского Союза и наград |
|         | Кучеров Франц Яковлевич      | командир взвода сапёрной роты 90-го отдельного сапёрного батальона | младший лейтенант   | 21.03.1940       | |
|         | Мешков Василий Михайлович    | командир батальона 85-го стрелкового полка                         | старший лейтенант   | 21.03.1940       | |
|         | Перегуда Пётр Устинович      | командир стрелковой роты 331-го стрелкового полка                  | лейтенант           | 21.03.1940       | |
|         | Ребенок Павел Иванович       | командир взвода 85-го стрелкового полка                            | младший лейтенант   | 21.03.1940       | |
|         | Сипович Михаил Иванович      | командир батальона 355-го стрелкового полка                        | старший лейтенант   | 21.03.1940       | |
|         | Фомичёв Михаил Арсентьевич   | политрук роты 355-го стрелкового полка                             | старший политрук    | 21.03.1940       | |
|         | Хмаладзе Илья Георгиевич     | заместитель политрука роты 355-го стрелкового полка                | младший политрук    | 21.03.1940       | |